# Tăutești, Iași
Tăutești este un sat în comuna Rediu din județul Iași, Moldova, România.